# Chardon-Lagache
Chardon-Lagache - stacja linii nr 10 metra  w Paryżu. Stacja znajduje się w 16. dzielnicy Paryża.  Została otwarta 27 lipca 1937 r.